# Contra Costa Centre
Contra Costa Centre è un census-designated place degli Stati Uniti d'America, nello stato della California, nella Contea di Contra Costa. Nel 2010 contava 5.364 abitanti. Contra Costa Centre, come dice il nome, è il centro della contea che si apre a nord della città di Walnut Creek.